# Ngữ pháp tiếng Quảng Đông
Tiếng Quảng Đông thường được coi là một phương ngữ của tiếng phổ thông Trung Quốc tuy nhiên ngữ pháp tiếng Quảng Đông không hoàn toàn tương đồng với tiếng phổ thông Trung Quốc. Tiếng Quảng Đông do là một ngôn ngữ đơn lập nên mang đặc điểm của loại ngôn ngữ này.

## Từ loại

### Danh từ
Ngoài bộ phận từ tương tự tiếng phổ thông, trong tiếng Quảng Đông còn có một số từ phương ngữ riêng có gốc gác bản địa và một số từ mượn, đặc biệt là trực tiếp từ tiếng Anh.
| Từ                          | Ví dụ                                                                               | Ghi chú |
| --------------------------- | ----------------------------------------------------------------------------------- | --- |
| Tương đương tiếng phổ thông | 寺廟 (zi6 miu2) Chùa miếu 蛋糕 (daan6 gou1) Bánh bông lan 國家 (gwok3 gaa) Quốc gia | Không xét đến sự khác biệt do văn tự giản thể - phồn thể |
| Từ khác tiếng phổ thông     | 遮 (ze1) - 雨伞 Ô 薯仔 (syu4 zai2) - 土豆 Khoai tây 手袋 (sau2 doi2) - 钱包 Ví      | |
| Từ mượn                     | 士多啤梨 (si6 do1 be1 lei2) strawberry - 草莓 Dâu tây 激 (gik1) gigabyte - 技嘉     | Một số từ tiếng Quảng Đông mượn từ tiếng nước ngoài trong khi tiếng phổ thông dịch. Một số từ tiếng Quảng Đông và tiếng phổ thông cùng mượn nhưng khác nhau. |

### Đại từ nhân xưng[1]
|             | Số ít                                                              | Số nhiều                                                                    | Ghi chú              |
| ----------- | ------------------------------------------------------------------ | --------------------------------------------------------------------------- | -------------------- |
| Ngô thứ I   | 我 ngo5 (Tôi, tao) Tiếng phổ thông Trung Quốc 我                   | 我哋 ngo5 dei6 (Chúng tôi, chúng tao) Tiếng phổ thông Trung Quốc 我们, 咱们 |                      |
| Ngô thứ II  | 你 nei5 mày, bạn Tiếng phổ thông Trung Quốc 你, 您                 | 你哋 nei5 dei6 Chúng mày, các bạn Tiếng phổ thông Trung Quốc 你们           | 妳 cũng được sử dụng |
| Ngô thứ III | 佢 keoi5 (Cô ấy, anh ấy, nó) Tiếng phổ thông Trung Quốc 他, 她, 它 | 佢哋 keoi5dei6 (Họ, chúng nó) Tiếng phổ thông Trung Quốc 他们, 她们, 它们   |                      |

### Động từ
Động từ trong ngôn ngữ đơn lập không biến đổi hình thái theo thời thì, ngôi, số. Thời của hành động được thể hiện qua các hư từ.
| Hư từ                                         | Ý nghĩa                                                      | Ví dụ | Tương đương trong tiếng phổ thông Trung Quốc    |
| --------------------------------------------- | ------------------------------------------------------------ | --- | ----------------------------------------------- |
| 咗 (zo2)                                      | Chỉ hành động xảy ra ở quá khứ và còn tiếp diễn đến hiện tại | 我 喺 香港 住咗 一 年 (ngo5 hai2 Hoeng1 Gong2 zyu6 zo2 jat1 nin4) Tôi sống ở Hồng Kông đã 1 năm                | 了, (已经) 我在香港已经住了一年了               |
| 過 (gwo3)                                     | Chỉ hành động đã xảy ra ở quá khứ nhưng nay không còn nữa    | 我 喺 香港 住過 一 年 (ngo5 hai2 Hoeng1 Gong2 zyu6gwo3 jat1 nin4) Tôi đã từng sống 1 năm ở Hồng Kông           | 过 我在香港住过一年                             |
| 緊 (gan2)                                     | Chỉ sự tiếp diễn của hành động                               | 我 著緊 衫 (ngo5 zoek3 gan2 saam1) Tôi đang mặc quần áo (Hành động mặc áo đang diễn ra, đang mặc vào người)    | 正 我正穿衣服                                   |
| 住 (zyu6)                                     | Chỉ trạng thái tiếp diễn của hành động                       | 我著住衫 (ngo5 zoek3 zyu6 saam1) Tôi đang mặc quần áo (Quần áo đang ở trên người, đang duy trì trạng thái mặc) | 在，着 我穿着衣服                               |
| 會 (wui5) 將會 (zoeng1 wui5) 就會 (zau6 wui5) | Chỉ tính chất tương lai, sắp sửa diễn ra của hành động       | 成功就會自然嚟。 (sing4 gung1 zau6 wui5 zi6 jin4 lei4.) Thành công tự nhiên sẽ đến                             | 会，就，要，就要，就会，将，将就 成功自然就来。 |

## Cụm từ

### Sở hữu cách, cụm danh từ
| Từ        | Cách dùng                            | Ví dụ | Ghi chú                              |
| --------- | ------------------------------------ | --- | ------------------------------------ |
| 嘅 (ge3)  | Tạo thành sở hữu cách và cụm danh từ | 唔關你事，係我嘅問題 m4 gwaan1 nei5 si6, hai6 ngo5 ge3 man6 tai4. Không phải chuyện của mày, là vấn đề của tao. | Dùng phổ biến trong văn nói          |
| 的 (dik1) | Tạo thành sở hữu cách và cụm danh từ | 充滿聽力資源的互聯網 cung1 mun5 ting3 lik6 zi1 jyun4 dik1 wu6 lyun4 mong5 Internet đầy tư liệu luyện nghe       | Dùng trong một số cụm từ và văn viết |
| 之 (zi1)  | Tạo thành sở hữu cách và cụm danh từ | 亞奇理斯之踵 aa3 kei4 lei5 si1 zi1 zung2 Gót chân của Asin                                                      | Dùng trong một số cụm từ             |

## Mệnh đề và câu

### Hình thức phủ định

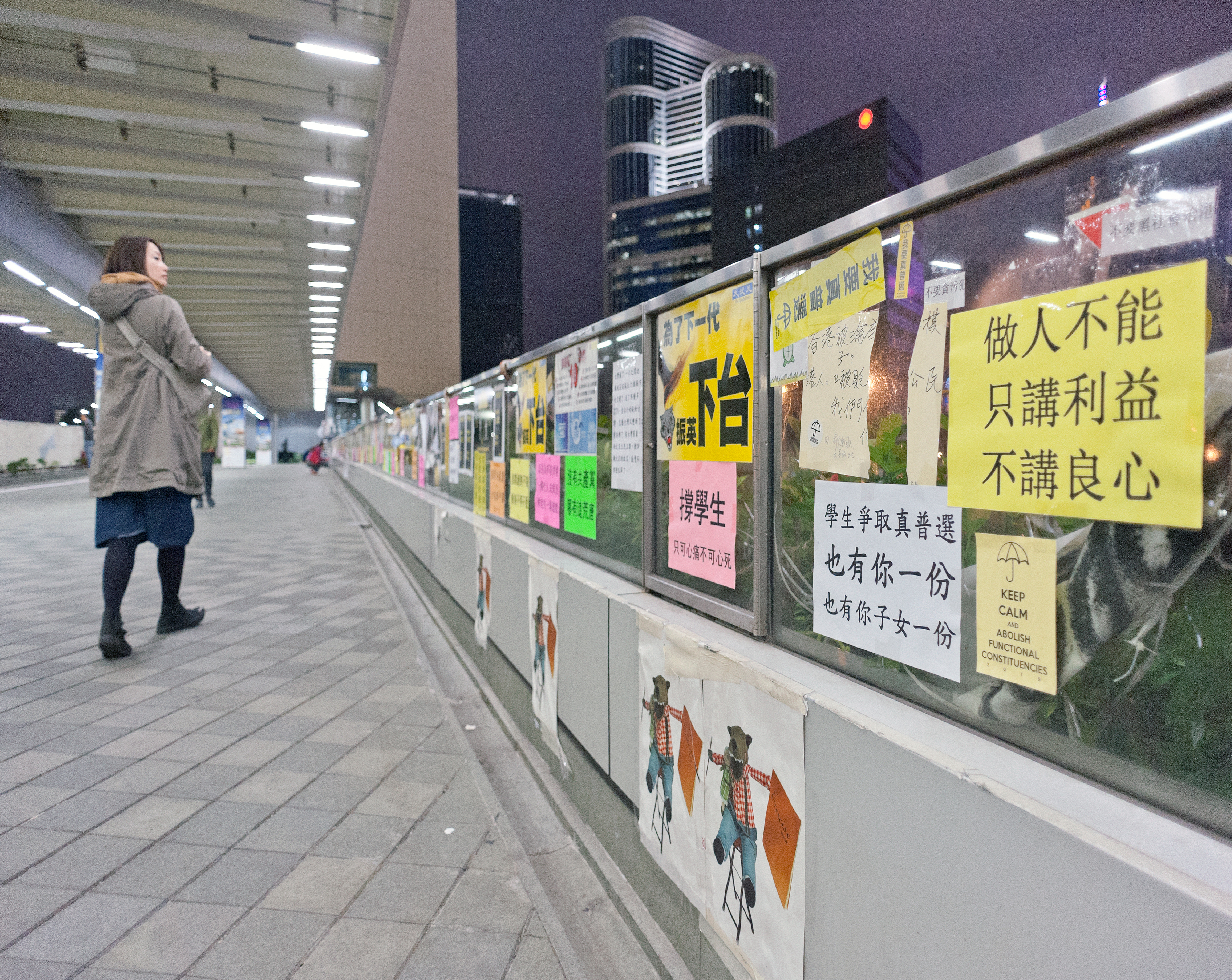
Biểu ngữ trong cách mạng dù "做人不能只講利益，不講良心" (làm người không thể chỉ nói lợi ích mà không nói lương tâm)

Hình thức phủ định được tạo bằng các từ phủ định
| Từ phủ định                     | Chức năng                    | Ví dụ | Tương đương trong tiếng phổ thông Trung Quốc           | Ghi chú |
| ------------------------------- | ---------------------------- | --- | ------------------------------------------------------ | --- |
| 未 (mei6) + động từ + 過 (gwo3) | Phủ định ở thì quá khứ       | 我未去過英國。 (ngo5 mei6 heoi3 gwo3 jing1 gwok3) Tôi chưa từng đi qua nước Anh | 没, 还没 我没去过英国                                  | |
| 冇 (mou5)                       | Phủ định ở thì quá khứ       | 我冇食嘢。 (ngo5 mou5 sik6 je5) Tôi chưa ăn gì cả | 没有，还没有                                           | 唔+ động từ + 咗 cũng được dùng 我唔見咗我本書 ngo5 m4 gin3 zo2 ngo5 bun2 syu1Tôi không thấy cuốn sách của mình đâu rồi. |
| 唔 (m4)                         | Phủ định ở thì hiện tại      | 我唔識講普通話。 ngo5 m4 sik1 gong2 pou2 tung1 waa2 Tôi không biết nói tiếng Quảng | 不 我不会说广东话                                      | Dùng nhiều trong văn viết                                                                                                |
| 唔會 (m4 wui5)                  | Phủ định ở tương lai         | 我唔會去。 ngo5 m4 wui5 heoi3 Tôi sẽ không đi đâu | 不会 我不会去                                          | |
| 不 (bat1)                       | Tương tự như 唔              | 佢好煩，不停懷疑我到底係咪鍾意佢。 keoi5 hou2 faan4, bat1 ting4 waai4 ji4 ngo5 dou3 dai2 hai6 mai6 zung1 ji3 keoi5 Anh ta thật phiền phức, cứ không ngừng hỏi tôi rốt cuộc có thích anh ta không.                                                                               | 他好烦，不停追问我到底有没有喜欢他。                   | Dùng nhiều trong văn phong chính thức                                                                                    |
| 無 (mou4)                       | phủ định trong một số cụm từ | 雖然佢係其中一個示威者，但係佢無做出任何暴力行為。 seoi1 jin4 keoi5 hai6 kei4 zung1 jat1 go3 si6 wai1 ze2, daan6 hai6 keoi5 mou4 zou6 ceot1 jam6 ho4 bou6 lik6 hang4 wai4 Tuy anh là là một trong những người biểu tình nhưng anh ta không thực hiện bất kỳ hành bi bạo lực nào | 他虽然是其中的一个示威者，但是他没有做出任何暴力行为。 | |

### Câu hỏi

#### Câu hỏi có/không
| Cách tạo câu hỏi | Ví dụ | Tương đương trong tiếng phổ thông Trung Quốc |
| --- | --- | --- |
| Câu hỏi có không có từ nghi vấn được lập bằng cách sử dụng trợ từ nghi vấn ở cuối câu như 嗎 (maa3), 呀 (aa4). 咩 (me1) 未 (mei6*2)...                                                                   | 吓? 你下個禮拜放假呀? (Haa2? Nei5 haa6 go3 lai5 baai3 fong3 gaa3 aa4?) (Hả? Tuần sau anh nghỉ ư?) 賞面同我食餐飯嗎？ (soeng2 min2 tung4 ngo5 sik6 caan1 faan6 maa3?) (Đi ăn với tôi không?) 乜 你 唔 知 嘅 咩? (Mat1 nei5 m4 zi1 ge3 me1?) (Gì cơ, anh không biết sao?) 你 去過 德國 未? (nei5 heoi3 gwo3 Dak1 Gwok3 mei6*2) (Anh từng đi Đức chưa?) | |
| Một câu cũng trở thành câu hỏi khi thay đổi ngữ điệu cuối câu | 「我 唔 見 咗 條 鎖 匙」 (ngo5 m4 gin3 zo2 tiu4 so2 si4) (Tôi bị mất chìa khóa rồi.) 「咩 話? 你 唔 見 咗 條 鎖 匙?」 (me1e5 waa6? nei5 m4 gin3 zo2 tiu4 so2 si4) (Sao cơ, mất chìa khóa rồi?) | |
| Câu hỏi cũng được lập bằng cách lặp lại từ và thêm từ phủ đinh Ngoại lệ: Dạng nghi vấn của từ 有 (jau5) là 有冇 (jau5 mou5), của 係 hai6 là 係咪 hai6 mai6 Đối với từ 2 âm tiết, chỉ cần lặp âm tiết đầu | 你識唔識講廣東話 (nei5 sik1 m4 sik gong2 Gwong2 Dung1 waa2) (Anh có biết nói tiếng Quảng Đông không?) 佢 係咪 加拿大人? (keoi5 hai6 mai6 gaa1 naa4 daai6 jan4*2) (Anh ấy có phải là người Canada không?) 你 鍾唔鍾意 年糕? (nei5 zung1 m4 zung1 ji3 nin4 gou1} (Anh có thích bánh tết không)                                                         | Trong tiếng phổ thông, dạng nghi vấn của 有 là 有没有 và 是 là 是不是, 是否；Từ 2 âm tiết vẫn lặp cả hai. 你会不会说广东话？ 你是否（是不是）加拿大人？ 你喜欢不喜欢年糕？ |

#### Câu hỏi có từ nghi vấn
Dưới đây là các từ nghi vấn trong tiếng Quảng Đông
| Từ nghi vấn | Việt bính             | Nghĩa                 | Tương đương trong tiếng phổ thông Trung Quốc |
| ----------- | --------------------- | --------------------- | -------------------------------------------- |
| 邊個        | bin1 go3              | Ai                    | 谁，那个                                     |
| 乜(嘢) / 咩 | mat1 (je5) / me1e5    | Cái gì                | 什么                                         |
| 邊度 / 邊處 | bin1 dou6 / bin1 syu3 | Ở đâu                 | 哪里，哪儿                                   |
| 幾時        | gei2 si4              | Khi nào               | 什么时候，几点                               |
| 點解        | dim2 gaai2            | Tại sao               | 为什么                                       |
| 點          | dim2                  | Như thế nào           | 怎么                                         |
| 點(樣)      | dim2 (joeng6*2)       | Như thế nào           | 怎么样                                       |
| 幾          | gei2                  | Như thế nào (tính từ) | 什么样，怎么样                               |
| 幾多        | gei2 do1              | Bao nhiêu             | 几，多少                                     |